# Toshiyuki Watanabe
Toshiyuki Watanabe (Japans: 渡辺俊幸, Watanabe Toshiyuki) (Nagoya, 3 februari 1955) is een hedendaags Japans componist.

## Leven
Watanabe is al decennia actief als componist en is vooral bekend om de filmmuziek, die hij sinds het eind van de jaren 70 componeert.

## Composities

### Werken voor orkest
- Symphonic Suite uit de film "East meets West"
  1. Shenmue
  2. Shenfa
  3. Endless Earth
  4. The Lion’s Banner
  5. The Morning Fog’s Wave
  6. The Beggar
  7. A New Journey

### Vocale muziek
- Lonely Planet, voor sopraan en piano
- Blue, voor sopraan en piano
- Lullaby for my Angel, voor sopraan en piano

### Filmmuziek
- 1979 Kanpaku sengen - Declaration of a Domineering Husband
- 1983 Kigeki fushigi-na kuni: Nihon
- 1983 Sasame-yuki - Fine Snow
- 1983 Ginga hyôryû Vifam
- 1986 Sango-sho densetsu: Aoi umi no Erufii
- 1986/1987 Bosco Daiboken - Les grandes aventures du Bosco
- 1987 Jirô monogatari - Jiro's Story
- 1987 Kikō Senki Dragonar
- 1987 Gorufu yoakemae
- 1989 Peeta Pan no bouken
- 1989 Idol densetsu Eriko
- 1991 Taiyoü No Yuusha Fighbird
- 1992 Shôrishatachi
- 1992 Watashi o daite soshite kisu shite
- 1993 Fantasia
- 1993 Gurenbana
- 1993 Dôsôkai
- 1994 Ressun
- 1996 Mosura - Rebirth of Mothra
- 1997 Mosura 2: Kaitei kessan - Rebirth of Mothra 2
- 1998 Rebirth of Mothra III
- 1998 Devilman Lady
- 1999 East meets West
- 1999 Romance
- 1999 Ringu: Saishûshô
- 2001 Shen mue II
- 2003 Milk White
- 2004 Gege

- Biblioteca Nacional de España: XX4829916
- CiNii: DA11199354
- International Standard Name Identifier: 0000 0001 1800 1747
- MusicBrainz: 199530a1-a45e-4b49-912f-fb1d91c3d5e3
- Bibliotheek van het Japanse parlement: 001093885
- Virtual International Authority File: 168922378
- WorldCat: E39PBJghqT6mQTrGTM6T3HDyVC